# 高润霖
高润霖（1941年5月4日—），汉族，中国医学家，中国医学科学院阜外心血管病医院（心血管研究所）原院长。2008年，当选第十一届全国政协委员，代表医药卫生界，分入第四十五组。并担任教科文卫体委员会专委。
2001年6月，中国科学技术协会第六次全国代表大会召开，并选举其出任第六届全国委员会常务委员。